# Шимозерская волость
Шимозерская во́лость — волость в составе Лодейнопольского уезда Олонецкой губернии. До января 1870 - Фоминско-Мошниковская

## Общие сведения
Волостное правление располагалось в селении Манацкая.
В состав волости входили сельские общества, включающие 62 деревни:
- Кривозерское общество
- Пустынское общество
- Пяжезерское общество
- Сяргозерское общество
- Шимозерское 1-е общество
- Шимозерское 2-е общество

На 1890 год численность населения волости составляла 2698 человек.
На 1905 год численность населения волости составляла 3540 человек. В волости насчитывалось 557 лошадей, 933 коровы и 1537 голов прочего скота.
В ходе реформы административно-территориального деления СССР в 1927 году волость была упразднена. 
В настоящее время территория Шимозерской волости относится в основном к Вытегорскому району Вологодской области.